# 14077 Вольфанґо
14077 Вольфанґо (14077 Volfango) — астероїд головного поясу, відкритий 9 серпня 1996 року.
Тіссеранів параметр щодо Юпітера — 3,201.